# Spinifexduif
De spinifexduif (Geophaps plumifera) is een vogelsoort uit de familie van de duiven. Deze duif is endemische vogelsoort uit Australië. De vogel heet naar een geslacht van grassoorten, Spinifex die typisch zijn voor het droge midden van Australië.

## Kenmerken
De spinifexduif wordt 20 tot 23,5 cm lang. Het is een enigszins plompe duif die overwegend zandkleurig geelbruin gekleurd is, met een rechtopstaande kuif. Van boven is de duif dwarsgestreept. Verder heeft de duif een opvallende koptekening met een zwarte wenkbrauwstreep, een zwarte streep onder het oog, daaronder een witte keelband die contrasteert met een zwarte bef. Bij de ondersoort die in het midden van West-Australië ontbreekt de zwart/witte borstband.
De spinifexduif eet zaden van grassen. Hij leeft in kleine groepjes die 's nachts dicht bij elkaar slapen op de grond. De spinifexduif kan het hele jaar door broeden maar doet dit meestal nadat er regen gevallen is.

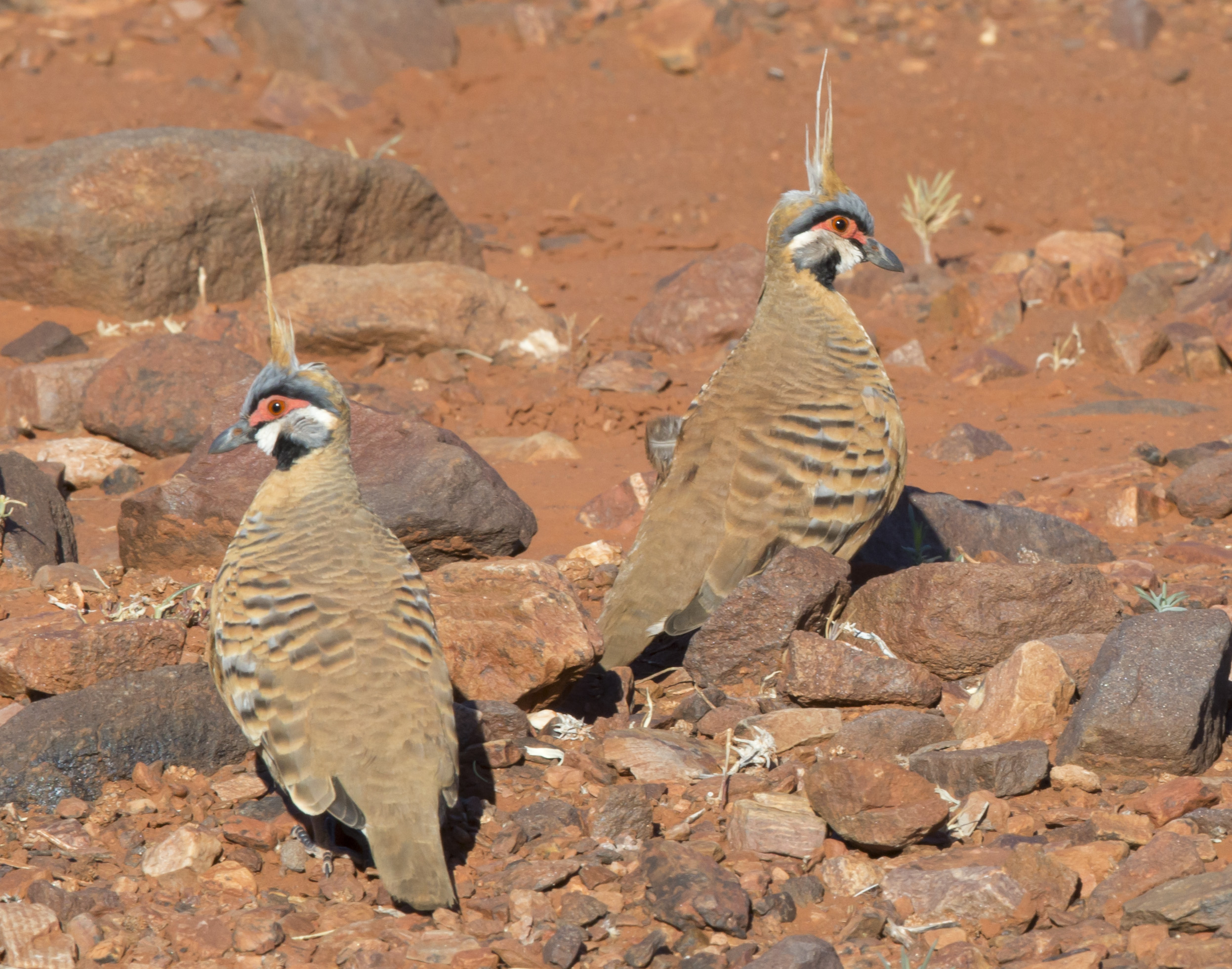
Spinifexduiven in hun leefgebied

## Verspreiding en leefgebied
Er zijn drie ondersoorten:
- G. p. ferruginea het midden en westen van West-Australië
- G. p. leucogaster het noorden van West-Australië en het westen van het Noordelijk Territorium
- G.p. plumifera het midden en noordoosten van Australië

Het leefgebied bestaat uit droog rotsachtig terrein met zand begroeid met gras uit het geslacht Spinifex, in de buurt van water.

## Status
De spinifexduif heeft een enorm groot verspreidingsgebied en daardoor alleen al is de kans op uitsterven uiterst gering. De grootte van de populatie is niet gekwantificeerd. Er is geen aanleiding te veronderstellen dat de soort in aantal achteruit gaat. Om deze redenen staat deze duif als niet bedreigd op de Rode Lijst van de IUCN.